# ویمنز بی، آلاسکا
ویمنز بی (به انگلیسی: Womens Bay) شهری در بخش کودیاک آیلند ایالت آلاسکا است که جمعیت آن در سرشماری سال ۲۰۱۰ میلادی ۷۱۹ نفر بوده‌است.